# Каллистрат (Маргалиташвили)
Митрополи́т Каллистра́т (груз. მიტროპოლიტი კალისტრატე, в миру Шота Ильич Маргалиташвили, груз. შოთა ილიას ძე მარგალიტაშვილი; 20 октября 1938, Телави, Грузинская ССР — 20 июня 2019, Кутаиси, Грузия) — епископ Грузинской православной церкви, митрополит Кутаисский и Гаенатский в 1983—2019 годах.

## Биография
Родился 20 октября 1938 года в Телави, муниципалитета Вардисубани, в Грузинской ССР.
Окончив среднюю школу в Телави, в 1958 году был призван в ряды Советской армии, а демобилизовавшись, работал в строительных организациях на различных должностях.
В 1967 году окончил инженерный факультет Воронежского политехнического института, а в 1975 году зачислен на историко-филологический факультет Педагогического института в Телави, который окончил в 1980 году.
В 1982 году был зачислен в братию мужского монастыря Бетания, где в том же году пострижен в монашество с наречением имени Каллистрат. 7 апреля 1982 года был рукоположён в сан иеродиакона, а 2 августа — в сан иеромонаха, после этого возведён в сан игумена.
25 сентября 1983 года возведён в сан архимандрита.
25 декабря 1983 года был рукоположён в сан епископа Кутатисского и Гаенатского, а 8 февраля 1989 года возведён в сан архиепископа.
21 сентября 1990 года по благословению Католикоса-Патриарха всей Грузии Илии II была основана Гелатская духовная академия, её ректором стал архиепископ Кутаисско-Гаенатский Каллистрат (Маргалиташвили).
25 декабря 1992 года возведён в достоинство митрополита.
В мае 2015 года призвал представителей местной власти отпустить усы.
Был старейшим после патриарха (по возрасту) митрополитом Грузинской Православной Церкви.
Скончался 20 июня 2019 года в 5 часов утра после непродолжительной болезни.